# Dúbrava (Liptovský Mikuláš)
Dúbrava es un municipio del distrito de Liptovský Mikuláš en la región de Žilina, Eslovaquia, con una población estimada de 1198 habitantes (2020). 
Se encuentra ubicado al sureste de la región, cerca del curso alto del río Váh (cuenca hidrográfica del Danubio), de los montes Tatras y de la frontera con Polonia y las regiones de Prešov y Banská Bystrica.

## Demografía
| Año        | 1994 | 2004    | 2014    | 2024    |
| ---------- | ---- | ------- | ------- | ------- |
| Población  | 1373 | 1294    | 1246    | 1192    |
| Diferencia |      | −5,75 % | −3,70 % | −4,33 % |

| Año        | 2023 | 2024 |
| ---------- | ---- | ---- |
| Población  | 1192 | 1192 |
| Diferencia |      | +0 % |